# Eat at Home
Eat at Home è un brano musicale di Paul e Linda McCartney contenuto nell'album Ram del 1971, e pubblicato come singolo (ma non in Gran Bretagna o negli Stati Uniti) lo stesso anno.
Il critico musicale Stewart Mason di AllMusic descrive il pezzo come un tributo personale di McCartney a Buddy Holly, e Stephen Thomas Erlewine, sempre di AllMusic, la descrive come "un'ammiccante canzone rock sul sesso".

## Tracce singolo
1. Eat at Home (Paul & Linda McCartney) - 3:18
2. Smile Away (Paul McCartney) - 3:53